# Goal (website)
Goal is een internationale voetbalwebsite opgericht in 2004 door Chicco Merighi en Gianluigi Longinotti-Buitoni. Het is momenteel eigendom van Perform Group. Goal is de grootste online voetbalpublicatie ter wereld en de op twee na grootste online sportpublicatie ter wereld (alleen achter ESPN ). Goal vertegenwoordigt een van de grootste voetbalgemeenschappen ter wereld met 19 taalversies die meer dan 50 landen bestrijken. De website biedt gebruikers live scores en het laatste nieuws van voetbalclubs via de interactieve website en communityforums.
Goal wordt gepubliceerd in 19 talen, met 38 nationale edities en 500 bijdragers.

## Geschiedenis
Goal werd in 2011 overgenomen door Perform Group, waarbij £ 18 miljoen werd betaald aan de beleggers van de website, waaronder Bessemer Venture Partners.
In 2012 werd de website onderzocht door de afdeling HM Revenue and Customs van de Britse overheid over het gebruik van onbetaalde stagiaires.

## Goal 50
Sinds het seizoen 2007/08 worden de beste 50 spelers van het betreffende seizoen geselecteerd door doelverslaggevers en gerangschikt als onderdeel van Goal's "Goal 50."
| Seizoen |   | Winnaar               | Club                   |
| ------- | - | --------------------- | ---------------------- |
| 2007/08 | 1 | Cristiano Ronaldo     | Manchester United      |
| 2008/09 | 1 | Lionel Messi          | FC Barcelona           |
| 2009/10 | 1 | Wesley Sneijder       | Inter Milan            |
| 2010/11 | 2 | Lionel Messi          | FC Barcelona           |
| 2011/12 | 2 | Cristiano Ronaldo     | Real Madrid            |
| 2012/13 | 3 | Lionel Messi          | FC Barcelona           |
| 2013/14 | 3 | Cristiano Ronaldo     | Real Madrid            |
| 2014/15 | 4 | Lionel Messi          | FC Barcelona           |
| 2015/16 | 5 | Cristiano Ronaldo     | Real Madrid            |
| 2016/17 | 6 | Cristiano Ronaldo     | Real Madrid            |
| 2017/18 | 1 | Luka Modrić           | Real Madrid            |
| 2018/19 | 7 | Lionel Messi          | FC Barcelona           |
| 2019/20 | 8 | Lionel Messi          | FC Barcelona           |
| 2020/21 | 1 | 🇵🇱 Robert Lewandowski | 🇩🇪 Bayern Munchen      |
| 2021/22 | 9 | Lionel Messi          | 🇫🇷 Paris Saint Germain |

## NxGn 50
Een jaarlijkse award voor de beste 50 spelers jonger dan 19 jaar.
|      |   | Speler               | Club     |
| ---- | - | -------------------- | -------- |
| 2017 | 1 | Gianluigi Donnarumma | AC Milan |
| 2018 | 1 | Justin Kluivert      | Ajax     |
| 2019 | 1 | Jadon Sancho         | Dortmund |

### Belgen
- Mile Svilar
- Yari Verschaeren

## De beste speler aller tijden
- Op 4 december 2015 vroeg Goal zijn lezers om te stemmen voor de beste speler in de geschiedenis van het voetbal. Lionel Messi was de winnaar met 52% van de totale stemmen, terwijl Cristiano Ronaldo op de tweede plaats eindigde.[11][12]